# Тісна (гміна)
Гміна Тісна (пол. Gmina Cisna) — сільська гміна у східній Польщі. Належить до Ліського повіту Підкарпатського воєводства. Має найменше населення з-поміж усіх гмін Польщі.
Адміністративний центр — село Тісна.

## Історія
Знаходиться на прадавніх етнічних українських землях Лемківщини. Утворена з 1.08.1934 у складі Ліського повіту Львівського воєводства з дотогочасних сільських громад: Бук, Тісна, Довжиця, Габківці, Явірець, Кальниця, Криве, Лишня, Лоп'янка, Луг, Присліп, Смерек, Ветлина, Завій, Зубряче.
До гміни відносяться села, в яких до 1945 і 1947 рр. (Переселення до СРСР і Операція Вісла) мешкали українці з часів Київської Русі.

## Села
- Бук
- Ветлина
- Довжиця
- Зубряче
- Кальниця
- Криве
- Лишня
- Присліп
- Смерек
- Солинка
- Струбовиська
- Тісна

## Селища
- Габківці,
- Мочарне.

## Частини сіл
- Майдан,
- Розтоки Горішні.

## Зниклі села
- Завій,
- Лоп'янка,
- Луг,
- Явірець.

Після виселення українців, гміна практично не мала мешканців і почала заселятися тільки в 1950-х роках.
Станом на 31 грудня 2011 у гміні проживало 1728 осіб.

## Площа
Згідно з даними за 2007 рік площа гміни становила 286.89 км², у тому числі:
- орні землі: 5,00%
- ліси: 87,00%

Таким чином, площа гміни становить 34,36% площі повіту.

## Населення
Станом на 31 грудня 2011:
| Опис     | Загалом | Загалом | Чоловіки | Чоловіки | Жінки | Жінки |
| -------- | ------- | ------- | -------- | -------- | ----- | ----- |
| одиниця  | осіб    | %       | осіб     | %        | осіб  | %     |
| все      | 1728    | 100     | 885      | 51.22    | 843   | 48.78 |
| міське   | 0       | 100     | 0        |          | 0     |       |
| сільське | 1728    | 100     | 885      | 51.22    | 843   | 48.78 |

## Сусідні гміни
Гміна Тісна межує з такими гмінами: Балигород, Команча, Літовищі, Солина, Чорна.